# Gustav Müller (Jurist)
Gustav Müller (* 31. Juli 1871 in München; † 23. Juni 1943 in Hinterriß in Tirol) war ein deutscher Verwaltungsjurist und Präsident des Bayerischen obersten Landesgerichts.

## Leben
Gustav Müller absolvierte ein Studium der Rechtswissenschaften, legte 1896 das Große juristische Staatsexamen ab und promovierte mit der Dissertation Das Causiltätsproblem im Strafrecht zum Dr. jur. Im April 1899 wurde er zum dritten Staatsanwalt beim Landgericht München II ernannt, wechselte im Jahr darauf als Amtsrichter zum Amtsgericht München I und blieb bis zu seinem Weggang als zweiter Staatsanwalt beim Landgericht München I zum 1. März 1902 in diesem Amt. Dort wurde er zum 1. Juni 1906 Landgerichtsrat und zum 1. Februar 1908 in das Staatsministerium der Justiz berufen, wo er am 1. Februar 1914 Oberregierungsrat,  am 1. April 1919 Ministerialrat und am 1. Oktober 1923 Ministerialdirektor wurde. Nach dem Stellenplan wurde er weiterhin im Justizministerium geführt, übte das Amt des Staatsanwalts am Landgericht München I aus, als er am 1. Juli 1929 zum Präsidenten des bayerischen obersten Landesgerichts ernannt wurde. Dieses Amt hatte er bis zur Auflösung des Gerichts durch die Nationalsozialisten im Jahre 1935 inne. Nach den Bestimmungen des Gesetzes zur Wiederherstellung des Berufsbeamtentums zum 1. April 1935 in den Wartestand versetzt, ging Müller zum 1. Oktober 1937 endgültig in den Ruhestand.

## Werke
- mit Georg Meikel: Das Bürgerliche Recht in seiner neuen Gestaltung. Systematisch dargestellt und durch Beispiele erläutert. Band 1. J. Schweitzer Verlag (Arthur Sellier), München 1899.
- Das bürgerliche Recht des Deutschen Reichs, J. Schweitzer-Verlag München 1904

## Auszeichnungen
- 1. Juli 1920 Geheimer Rat